# Nemanja Matić
Nemanja Matić (Servisch: Немања Матић) (Šabac, 1 augustus 1988) is een Servisch voetballer die doorgaans als verdedigende middenvelder speelt. Hij verruilde Stade Rennais in 2024 voor Olympique Lyonnais. Matić speelde tussen 2008 en 2019 in het Servisch voetbalelftal, waarvoor hij 48 wedstrijden speelde. Hij is de oudere broer van eveneens profvoetballer Uroš Matić.

## Carrière
Matić debuteerde op zestienjarige leeftijd in het eerste van FK Kolubara. In zijn debuutseizoen speelde hij zestien wedstrijden, waarin hij niet wist te scoren.
Het Slowaakse MFK Košice nam Matić het volgende seizoen over van FK Kolubara. Hij speelde 67 wedstrijden voor de club waarin hij vier keer scoorde. Mede door zijn bijdrage werd MFK Košice vierde in de Slowaakse voetbalcompetitie. Daarnaast wonnen ze de nationale beker, goed voor een ticket voor de Europa League. In zijn laatste seizoen bij de club (2008/09) debuteerde zijn jongere broer Uroš er in de hoofdmacht. Matić nam tijdens zijn verblijf bij Košice ook de Slowaakse nationaliteit aan.
Matić tekende op 18 augustus 2009 een vierjarig contract bij Chelsea. De Engelse club betaalde £1.5 miljoen voor de middenvelder. Daarna raakte hij geblesseerd tijdens het EK -21. Zijn debuut voor Chelsea vond uiteindelijk plaats op 21 november 2009, tegen Wolverhampton Wanderers (4–0 winst). Zijn tweede optreden was tegen Wigan Athletic, waartegen Chelsea met 8–0 won en kampioen werd.
Op 23 augustus 2010 werd bekend dat Vitesse Matić gedurende het seizoen 2010/11 huurde. Hij kwam samen met Slobodan Rajković en Matej Delač over van Chelsea.
Vitesse had een optie om Matić tijdens de huurperiode te kopen, maar op 31 januari 2011 werd bekend dat Matić na het seizoen naar Benfica zou vertrekken. Hij tekende daar voor vier jaar. De FIFA maakte op maandag 9 december 2013 bekend dat Matic, samen met Zlatan Ibrahimovic en Neymar, was genomineerd voor de FIFA Ferenc Puskás Award 2013, de prijs voor het mooiste doelpunt van het jaar. Matić dankte de nominatie aan een halve omhaal waarmee hij in januari scoorde in de Portugese topper tegen FC Porto. Hij eindigde deze verkiezing op de tweede plaats, achter Ibrahimovic.
Matić tekende op 15 januari 2014 een vijfjarig contract bij Chelsea, dat circa 25 miljoen euro betaalde om hem terug te halen. Ditmaal groeide hij wel uit tot basisspeler bij de Engelse club, waarmee hij in de seizoenen 2014/15 en 2016/17 kampioen van de Premier League werd.
Matić tekende op 31 juli 2017 een contract tot medio 2020 bij Manchester United, de nummer zes van het voorgaande seizoen. Het betaalde circa €45.000.000,- voor hem aan Chelsea. In zijn verbintenis werd een optie voor nog een seizoen opgenomen. Hij maakte zijn debuut voor die club op 8 augustus 2017, in de strijd om de UEFA Super Cup tegen Real Madrid. Zijn competitiedebuut maakte hij op 13 augustus in de met 4-0 gewonnen wedstrijd tegen West Ham United. Zijn eerste goal voor Manchester United maakte hij op 5 maart 2018 door in de blessuretijd het winnende doelpunt te maken tegen Crystal Palace, nadat 'The Red Devils' eerder die wedstrijd nog op een 2–0 achterstand kwamen (2–3 eindstand).
Matić tekende in juni 2022 een contract tot juni 2024 bij AS Roma, dat hem transfervrij overnam van Manchester United. Hier ging hij voor de derde keer spelen onder coach José Mourinho, nadat hij dat ook bij Chelsea (2014-2015) en Manchester United (2017-2018) al deed. Matić speelde in 2022/23 voor het eerst sinds 2017/18 meer dan dertig speelronden, waarvan zestien vanaf de aftrap. Hij bereikte dat jaar de finale van de Europa League met Roma. Zijn ploeggenoten en hij verloren die door middel van een beslissende strafschoppenserie van Sevilla.
Matić hield het bij een jaar in Italië en tekende in augustus 2023 voor twee seizoenen bij Stade Rennais, de nummer vier van Frankrijk in het voorgaande seizoen.

## Clubstatistieken
| Seizoen     | Club              | Competitie     | Competitie | Competitie | Competitie | Beker | Beker | Beker | Internationaal | Internationaal | Internationaal | Totaal | Totaal | Totaal |
| Seizoen     | Club              | Competitie     | Wed.       | Dlp.       | Ass.       | Wed.  | Dlp.  | Ass.  | Wed.           | Dlp.           | Ass.           | Wed.   | Dlp.   | Ass.   |
| ----------- | ----------------- | -------------- | ---------- | ---------- | ---------- | ----- | ----- | ----- | -------------- | -------------- | -------------- | ------ | ------ | ------ |
| 2007/08     | MFK Košice        | Corgoň Liga    | 26         | 1          | 1          | 0     | 0     | 0     | —              | —              | —              | 26     | 1      | 1      |
| 2008/09     | MFK Košice        | Corgoň Liga    | 29         | 2          | 1          | 1     | 0     | 0     | —              | —              | —              | 30     | 2      | 1      |
| 2009/10     | MFK Košice        | Corgoň Liga    | 1          | 0          | 0          | 0     | 0     | 0     | —              | —              | —              | 1      | 0      | 0      |
| Club Totaal | Club Totaal       | Club Totaal    | 56         | 3          | 2          | 1     | 0     | 0     | 0              | 0              | 0              | 57     | 3      | 2      |
| 2009/10     | Chelsea           | Premier League | 2          | 0          | 0          | 1     | 0     | 0     | —              | —              | —              | 3      | 0      | 0      |
| Club Totaal | Club Totaal       | Club Totaal    | 2          | 0          | 0          | 1     | 0     | 0     | 0              | 0              | 0              | 3      | 0      | 0      |
| 2010/11     | → Vitesse         | Eredivisie     | 27         | 2          | 3          | 2     | 0     | 0     | —              | —              | —              | 29     | 2      | 3      |
| Club Totaal | Club Totaal       | Club Totaal    | 27         | 2          | 3          | 2     | 0     | 0     | 0              | 0              | 0              | 29     | 2      | 3      |
| 2011/12     | SL Benfica        | Liga Portugal  | 16         | 1          | 0          | 4     | 0     | 0     | 10             | 0              | 0              | 30     | 1      | 0      |
| 2012/13     | SL Benfica        | Liga Portugal  | 26         | 3          | 0          | 7     | 1     | 1     | 13             | 1              | 0              | 46     | 5      | 1      |
| 2013/14     | SL Benfica        | Liga Portugal  | 14         | 3          | 0          | 2     | 0     | 0     | 6              | 1              | 0              | 22     | 4      | 0      |
| Club Totaal | Club Totaal       | Club Totaal    | 56         | 7          | 0          | 13    | 1     | 1     | 29             | 2              | 0              | 98     | 10     | 1      |
| 2013/14     | Chelsea           | Premier League | 17         | 0          | 4          | 2     | 0     | 0     | —              | —              | —              | 19     | 0      | 4      |
| 2014/15     | Chelsea           | Premier League | 36         | 1          | 3          | 5     | 0     | 0     | 8              | 2              | 1              | 49     | 3      | 4      |
| 2015/16     | Chelsea           | Premier League | 33         | 2          | 2          | 5     | 0     | 0     | 5              | 0              | 0              | 43     | 2      | 2      |
| 2016/17     | Chelsea           | Premier League | 35         | 1          | 7          | 5     | 1     | 1     | —              | —              | —              | 40     | 2      | 8      |
| Club Totaal | Club Totaal       | Club Totaal    | 123        | 4          | 16         | 18    | 1     | 1     | 13             | 2              | 1              | 154    | 7      | 18     |
| 2017/18     | Manchester United | Premier League | 36         | 1          | 1          | 5     | 1     | 1     | 8              | 0              | 1              | 49     | 2      | 3      |
| 2018/19     | Manchester United | Premier League | 28         | 1          | 0          | 4     | 0     | 0     | 6              | 0              | 0              | 38     | 1      | 0      |
| 2019/20     | Manchester United | Premier League | 21         | 0          | 2          | 8     | 1     | 1     | 5              | 0              | 0              | 34     | 1      | 3      |
| 2020/21     | Manchester United | Premier League | 20         | 0          | 1          | 5     | 0     | 0     | 11             | 0              | 0              | 36     | 0      | 1      |
| 2021/22     | Manchester United | Premier League | 23         | 0          | 4          | 1     | 0     | 0     | 8              | 0              | 0              | 32     | 0      | 4      |
| Club Totaal | Club Totaal       | Club Totaal    | 128        | 2          | 8          | 23    | 2     | 2     | 38             | 0              | 1              | 189    | 4      | 11     |
| 2022/23     | AS Roma           | Serie A        | 35         | 2          | 3          | 2     | 0     | 0     | 13             | 0              | 0              | 50     | 2      | 3      |
| Club Totaal | Club Totaal       | Club Totaal    | 35         | 2          | 3          | 2     | 0     | 0     | 13             | 0              | 0              | 50     | 2      | 3      |
| 2023/24     | Stade Rennais     | Ligue 1        | 13         | 0          | 0          | 0     | 0     | 0     | 6              | 0              | 3              | 19     | 0      | 3      |
| Club Totaal | Club Totaal       | Club Totaal    | 13         | 0          | 0          | 0     | 0     | 0     | 6              | 0              | 3              | 19     | 0      | 3      |
| 2023/24     | Olympique Lyon    | Ligue 1        | 15         | 0          | 0          | 4     | 0     | 0     | —              | —              | —              | 19     | 0      | 0      |
| 2024/25     | Olympique Lyon    | Ligue 1        | 24         | 0          | 1          | 2     | 1     | 0     | 8              | 0              | 0              | 34     | 1      | 1      |
| Club Totaal | Club Totaal       | Club Totaal    | 39         | 0          | 1          | 6     | 1     | 0     | 8              | 0              | 0              | 53     | 1      | 1      |
| Totaal      | Totaal            | Totaal         | 477        | 20         | 33         | 65    | 5     | 4     | 107            | 4              | 5              | 649    | 29     | 42     |

## Interlandcarrière
Matić debuteerde op 14 december 2008 in het Servisch voetbalelftal, in een met 1–0 verloren oefeninterland in en tegen Polen. Nadat hij twee maanden later ook zijn tweede interland mocht spelen, moest hij tot mei 2012 wachten op zijn derde. Matić was vanaf september 2013 een vaste waarde in de Servische selectie. Hij maakte deel uit van de Servische ploeg die onder leiding van bondscoach Mladen Krstajić deelnam aan het WK 2018 in Rusland, zijn enige eindtoernooi. Daar sneuvelde de ploeg in de voorronde na een overwinning op Costa Rica (1–0) en nederlagen tegen achtereenvolgens Zwitserland (1–2) en Brazilië (0–2). Matić kwam in alle drie de WK-duels in actie voor zijn vaderland. In 2019 speelde Matić zijn laatste wedstrijd voor het Servisch voetbalelftal.

## Erelijst
| Competitie              |        |                           |        |        |
| Competitie              | Aantal | Jaren                     |        |        |
| Košice                  | Košice | Košice                    | Košice | Košice |
| ----------------------- | ------ | ------------------------- | ------ | ------ |
| Beker van Slowakije     | 1x     | 2008/09                   |        |        |
| Chelsea                 |        |                           |        |        |
| Kampioen Premier League | 3x     | 2009/10, 2014/15, 2016/17 |        |        |
| FA Cup                  | 1x     | 2009/10                   |        |        |
| League Cup              | 1x     | 2014/15                   |        |        |
| Benfica                 |        |                           |        |        |
| Kampioen Primeira       | 1x     | 2013/14                   |        |        |
| Taça de Portugal        | 1x     | 2013/14                   |        |        |
| Taça da Liga            | 1x     | 2011/12                   |        |        |

Individueel
- Servisch voetballer van het jaar 2014